# Lasfaillades
Lasfaillades é uma comuna francesa na região administrativa de Occitânia, no departamento de Tarn. Estende-se por uma área de 8,32 km². Em 2010 a comuna tinha 85 habitantes (densidade: 10,2 hab./km²).